# Soudal Classics 2016-2017
De Soudal Classics 2016-2017 is het 8e seizoen van een serie overkoepelende wedstrijden in het veldrijden. In de Soudal Classics worden er geen punten gegeven, noch is er een algemeen klassement of algehele eindwinnaar. 

## Erelijst

### Mannen
| Datum      | Wedstrijd                  | Cat. | Eerste               | Tweede               | Derde                  |
| ---------- | -------------------------- | ---- | -------------------- | -------------------- | ---------------------- |
| 01/10/2016 | Grote Prijs Neerpelt       | C2   | Laurens Sweeck       | Jens Adams           | Michael Vanthourenhout |
| 05/11/2016 | Waaslandcross Sint-Niklaas | C2   | Tom Meeusen          | Rob Peeters          | Toon Aerts             |
| 11/11/2016 | Jaarmarktcross Niel        | C2   | Toon Aerts           | Kevin Pauwels        | Corné van Kessel       |
| 19/11/2016 | GP van Hasselt             | C1   | Laurens Sweeck       | Clément Venturini    | Corné van Kessel       |
| 18/02/2017 | Cyclocross Leuven          | C1   | Mathieu van der Poel | Kevin Pauwels        | Laurens Sweeck         |
| 22/02/2017 | Cyclocross Masters         | –    | Wout van Aert        | Mathieu van der Poel | Kevin Pauwels          |

### Vrouwen
| Datum      | Wedstrijd                  | Cat. | Eerste            | Tweede             | Derde             |
| ---------- | -------------------------- | ---- | ----------------- | ------------------ | ----------------- |
| 01/10/2016 | Grote Prijs Neerpelt       | C2   | Sophie de Boer    | Laura Verdonschot  | Nikki Brammeier   |
| 05/11/2016 | Waaslandcross Sint-Niklaas | C2   | Sanne Cant        | Jolien Verschueren | Laura Verdonschot |
| 11/11/2016 | Jaarmarktcross Niel        | C2   | Sanne Cant        | Jolien Verschueren | Ellen Van Loy     |
| 19/11/2016 | GP van Hasselt             | C1   | Sanne Cant        | Ellen Van Loy      | Elle Anderson     |
| 18/02/2017 | Cyclocross Leuven          | C1   | Katherine Compton | Sophie de Boer     | Ellen Van Loy     |
| 22/02/2017 | Cyclocross Masters         | –    | Sophie de Boer    | Ellen Van Loy      | Laura Verdonschot |

Kampioenschappen:  Wereldkampioenschappen ·
 Europese kampioenschappen ·
 Belgische kampioenschappen ·
 Nederlandse kampioenschappen
Klassementen:  Wereldbeker ·
 Superprestige ·
 DVV Verzekeringen/IJsboerke Trofee ·
 EKZ CrossTour ·
 TOI TOI Cup ·
 National Trophy Series ·
 Coupe de France ·
 Copa de España ·
 New England Series
Overig:  Brico Cross ·
 Soudal Classics
2009-2010 · 
2010-2011 · 
2011-2012 · 
2012-2013 · 
2013-2014 · 
2014-2015 · 
2015-2016 · 
2016-2017 · 
2017-2018 ·
2018-2019 · 
2019-2020